# 李美子
李 美子（イ・ミジャ、이미자、1941年10月30日 - ）は、大韓民国の女性歌手。「トロットの女王」や「エレジーの女王」、「韓国の美空ひばり」の異名を持ち、韓国大衆歌謡を代表する人物の一人。娘に歌手のチェウニがいる。本貫は全州李氏で、カトリック教会信者でもある。

## 略歴
貧しい家庭に生まれ、祖母に育てられる。
1957年、KBSののど自慢番組「歌の花束」に出場して1位を獲得する。
公民学校卒業後、デパート勤務を経て、1959年に「十九の純情（열아홉 순정）」で地球レコードから歌手デビューする。
1964年、「椿娘」の大ヒットで一躍スターダムに躍り出た。同曲は韓国歌謡史上初の100万枚セールスを記録した（同年の国内レコード売上全体の7割を占めた）。1966年7月からビクターレコード専属として日本で活動を行った際に名前の読みを日本語読みの「り よしこ」としたことや、日本語で歌ったことが問題となる。1967年、同曲は曲調が日本風（倭色）だという理由で、放送倫理委員会により放送禁止曲に指定された。1987年9月、同様に放送禁止となった曲とともに解禁された。
1995年、花冠文化勲章。1999年、宝冠文化勲章。